# Weltmeisterschaften im Gewichtheben 2005
Die Weltmeisterschaften im Gewichtheben 2005 fanden vom 9. November 2005 bis zum 17. November 2005 in Doha, Katar statt.

## Männer

### Klasse bis 56 kg
| Disziplin | Disziplin | Gold           | Gold   | Silber         | Silber | Bronze         | Bronze |
| --------- | --------- | -------------- | ------ | -------------- | ------ | -------------- | ------ |
| -56 kg    | Zweikampf | Wang Shin-yuan | 281 kg | Lee Jong-hoon  | 280 kg | Hoàng Anh Tuấn | 279 kg |
| -56 kg    | Reißen    | Li Zheng       | 127 kg | Hoàng Anh Tuấn | 126 kg | Wang Shin-yuan | 125 kg |
| -56 kg    | Stoßen    | Wang Shin-yuan | 156 kg | Wu Meijin      | 156 kg | Yang Chin-yi   | 155 kg |

### Klasse bis 62 kg
| Disziplin | Disziplin | Gold       | Gold   | Silber     | Silber | Bronze               | Bronze |
| --------- | --------- | ---------- | ------ | ---------- | ------ | -------------------- | ------ |
| -62 kg    | Zweikampf | Qiu Le     | 322 kg | Zhang Ping | 315 kg | Adrian Ioan Jigău    | 292 kg |
| -62 kg    | Reißen    | Zhang Ping | 145 kg | Qiu Le     | 144 kg | Adrian Ioan Jigău    | 133 kg |
| -62 kg    | Stoßen    | Qiu Le     | 178 kg | Zhang Ping | 170 kg | Rosales Adan Curbelo | 166 kg |

### Klasse bis 69 kg
| Disziplin | Disziplin | Gold        | Gold   | Silber        | Silber | Bronze          | Bronze |
| --------- | --------- | ----------- | ------ | ------------- | ------ | --------------- | ------ |
| -69 kg    | Zweikampf | Shi Zhiyong | 350 kg | Lee Bae-yeong | 337 kg | Vencelas Dabaya | 324 kg |
| -69 kg    | Reißen    | Shi Zhiyong | 160 kg | Lee Bae-yeong | 152 kg | Vencelas Dabaya | 145 kg |
| -69 kg    | Stoßen    | Shi Zhiyong | 190 kg | Lee Bae-yeong | 185 kg | Vencelas Dabaya | 179 kg |

### Klasse bis 77 kg
| Disziplin | Disziplin | Gold      | Gold   | Silber            | Silber | Bronze       | Bronze |
| --------- | --------- | --------- | ------ | ----------------- | ------ | ------------ | ------ |
| -77 kg    | Zweikampf | Li Hongli | 361 kg | Sebastian Dogariu | 353 kg | Sufyan Abbas | 351 kg |
| -77 kg    | Reißen    | Li Hongli | 165 kg | Sebastian Dogariu | 163 kg | Sufyan Abbas | 160 kg |
| -77 kg    | Stoßen    | Li Hongli | 196 kg | Yukio Peter       | 193 kg | Rene Hoch    | 192 kg |

### Klasse bis 85 kg
| Disziplin | Disziplin | Gold           | Gold   | Silber              | Silber | Bronze                | Bronze |
| --------- | --------- | -------------- | ------ | ------------------- | ------ | --------------------- | ------ |
| -85 kg    | Zweikampf | Ilja Iljin     | 386 kg | Lu Yong             | 385 kg | Aslambek Edijew       | 381 kg |
| -85 kg    | Reißen    | Andrej Rybakou | 185 kg | Oleg Perepetschenow | 175 kg | Wjatscheslaw Jerschow | 175 kg |
| -85 kg    | Stoßen    | Ilja Iljin     | 216 kg | Aslambek Edijew     | 211 kg | Lu Yong               | 210 kg |

- Rybakou verbesserte seinen eigenen Weltrekord im Reißen von 182 kg auf 185 kg.

### Klasse bis 94 kg
| Disziplin | Disziplin | Gold             | Gold   | Silber             | Silber | Bronze          | Bronze |
| --------- | --------- | ---------------- | ------ | ------------------ | ------ | --------------- | ------ |
| -94 kg    | Zweikampf | Nisami Paschajew | 401 kg | Muchamat Sosajew   | 398 kg | Milen Dobrew    | 398 kg |
| -94 kg    | Reißen    | Nisami Paschajew | 185 kg | Mikalai Patotski   | 184 kg | Bakhyt Akhmetov | 182 kg |
| -94 kg    | Stoßen    | Muchamat Sosajew | 221 kg | Cobas Y. Hernandez | 220 kg | Milen Dobrew    | 218 kg |

### Klasse bis 105 kg
| Disziplin | Disziplin | Gold          | Gold   | Silber              | Silber | Bronze         | Bronze |
| --------- | --------- | ------------- | ------ | ------------------- | ------ | -------------- | ------ |
| -105 kg   | Zweikampf | Dmitri Klokow | 419 kg | Alexandru Bratan    | 413 kg | Martin Tešovič | 412 kg |
| -105 kg   | Reißen    | Dmitri Klokow | 192 kg | Alexandru Bratan    | 190 kg | Martin Tešovič | 187 kg |
| -105 kg   | Stoßen    | Dmitri Klokow | 227 kg | Ramūnas Vyšniauskas | 225 kg | Martin Tešovič | 225 kg |

### Klasse über 105 kg
| Disziplin | Disziplin | Gold                 | Gold   | Silber               | Silber | Bronze            | Bronze |
| --------- | --------- | -------------------- | ------ | -------------------- | ------ | ----------------- | ------ |
| 105+ kg   | Zweikampf | Hossein Rezazadeh    | 461 kg | Jewgeni Tschigischew | 457 kg | Jaber Saeed Salem | 446 kg |
| 105+ kg   | Reißen    | Jewgeni Tschigischew | 211 kg | Hossein Rezazadeh    | 210 kg | Jaber Saeed Salem | 201 kg |
| 105+ kg   | Stoßen    | Hossein Rezazadeh    | 251 kg | Jewgeni Tschigischew | 246 kg | Jaber Saeed Salem | 245 kg |

## Frauen

### Klasse bis 48 kg
| Disziplin | Disziplin | Gold          | Gold   | Silber         | Silber | Bronze            | Bronze |
| --------- | --------- | ------------- | ------ | -------------- | ------ | ----------------- | ------ |
| -48 kg    | Zweikampf | Wang Mingjuan | 213 kg | Pensiri Saelaw | 198 kg | Aree Wiratthaworn | 193 kg |
| -48 kg    | Reißen    | Wang Mingjuan | 95 kg  | Pensiri Saelaw | 88 kg  | Aree Wiratthaworn | 85 kg  |
| -48 kg    | Stoßen    | Wang Mingjuan | 118 kg | Pensiri Saelaw | 110 kg | Hiromi Miyake     | 110 kg |

- Wang Mingjuan verbesserte den Weltrekord von Li Zhuo im Stoßen von 113 kg auf 118 kg sowie den Weltrekord von Nurcan Taylan im Zweikampf von 210 kg auf 213 kg.

### Klasse bis 53 kg
| Disziplin | Disziplin | Gold             | Gold   | Silber           | Silber | Bronze             | Bronze |
| --------- | --------- | ---------------- | ------ | ---------------- | ------ | ------------------ | ------ |
| -53 kg    | Zweikampf | Li Ping          | 224 kg | Junpim Kuntatean | 223 kg | Yudergue Contreras | 211 kg |
| -53 kg    | Reißen    | Junpim Kuntatean | 98 kg  | Li Ping          | 98 kg  | Yudergue Contreras | 95 kg  |
| -53 kg    | Stoßen    | Li Ping          | 126 kg | Junpim Kuntatean | 125 kg | Chaleephay Suda    | 116 kg |

### Klasse bis 58 kg
| Disziplin | Disziplin | Gold   | Gold   | Silber         | Silber | Bronze           | Bronze |
| --------- | --------- | ------ | ------ | -------------- | ------ | ---------------- | ------ |
| -58 kg    | Zweikampf | Gu Wei | 102 kg | Wandee Kameaim | 101 kg | Marina Schainowa | 101 kg |
| -58 kg    | Reißen    | Gu Wei | 139 kg | Wandee Kameaim | 135 kg | Marina Schainowa | 132 kg |
| -58 kg    | Stoßen    | Gu Wei | 241 kg | Wandee Kameaim | 236 kg | Marina Schainowa | 233 kg |

- Kameaim Wandee verbesserte den Weltrekord von Sun Caiyan im Stoßen von 133 kg auf 135 kg, woraufhin Gu Wei diesen erneut auf 139 kg anhob. Gu überbot außerdem den Weltrekord von Wang Li im Zweikampf von 240 kg mit 241 kg.

### Klasse bis 63 kg
| Disziplin | Disziplin | Gold            | Gold   | Silber             | Silber | Bronze  | Bronze |
| --------- | --------- | --------------- | ------ | ------------------ | ------ | ------- | ------ |
| -63 kg    | Zweikampf | Pawina Thongsuk | 256 kg | Swetlana Schimkowa | 247 kg | Liu Xia | 238 kg |
| -63 kg    | Reißen    | Pawina Thongsuk | 116 kg | Swetlana Schimkowa | 108 kg | Liu Xia | 105 kg |
| -63 kg    | Stoßen    | Pawina Thongsuk | 140 kg | Swetlana Schimkowa | 139 kg | Liu Xia | 133 kg |

- Thongsuk verbesserte den Weltrekord von Hanna Batsiushka im Reißen von 115 kg auf 116 kg. Des Weiteren hob Shimkova mit 139 kg einen neuen Weltrekord im Stoßen und verbesserte damit den bestehenden Rekord von Nataliya Skakun mit 138 kg um 1 kg. Bereits kurz darauf brach Thongsuk auch diesen Rekord mit 140 kg und überbot somit auch gleichzeitig den Weltrekord von Liu Xia im Zweikampf von 247 kg mit 256 kg.

### Klasse bis 69 kg
| Disziplin | Disziplin | Gold             | Gold   | Silber           | Silber | Bronze        | Bronze |
| --------- | --------- | ---------------- | ------ | ---------------- | ------ | ------------- | ------ |
| -69 kg    | Zweikampf | Sarema Kassajewa | 275 kg | Liu Haixia       | 274 kg | Olga Kiseleva | 250 kg |
| -69 kg    | Reißen    | Liu Haixia       | 120 kg | Sarema Kassajewa | 118 kg | Olga Kiseleva | 110 kg |
| -69 kg    | Stoßen    | Sarema Kassajewa | 157 kg | Liu Haixia       | 154 kg | Olga Kiseleva | 140 kg |

- Liu Haixia verbesserte Liu Chunhongs Weltrekord im Stoßen 153 kg auf 154 kg, welcher daraufhin erneut von Kasaeva mit 157 kg überboten wurde.

### Klasse bis 75 kg
| Disziplin | Disziplin | Gold                | Gold   | Silber              | Silber | Bronze              | Bronze |
| --------- | --------- | ------------------- | ------ | ------------------- | ------ | ------------------- | ------ |
| -75 kg    | Zweikampf | Liu Chunhong        | 285 kg | Natalja Sabolotnaja | 285 kg | Swetlana Podobedowa | 279 kg |
| -75 kg    | Reißen    | Natalja Sabolotnaja | 130 kg | Liu Chunhong        | 126 kg | Swetlana Podobedowa | 124 kg |
| -75 kg    | Stoßen    | Liu Chunhong        | 159 kg | Swetlana Podobedowa | 155 kg | Natalja Sabolotnaja | 155 kg |

- Liu Chunhong verbesserte zuerst Sabolotnajas Weltrekord im Reißen von 125 kg auf 126 kg, woraufhin Sabolotnaja sich den Weltrekord mit gehobenen 130 kg zurückholte. Im Stoßen verbesserte Podobedova Sun Ruipings Weltrekord von 152 kg auf 155 kg, was allerdings kurz darauf von Liu Chunhongs 159 kg überboten wurde. Im Zweikampf überbot Sabolotnaja zuerst den bestehenden Weltrekord von Liu Chunhongs 273 kg mit 278 kg, woraufhin Podobedova 279 kg erzielte, die wiederum von Lius 281 kg überboten worden. Zuletzt hob Sabolotnaja 285 kg für einen neuen Weltrekord im Zweikampf.

### Klasse über 75 kg
| Disziplin | Disziplin | Gold            | Gold   | Silber          | Silber | Bronze         | Bronze |
| --------- | --------- | --------------- | ------ | --------------- | ------ | -------------- | ------ |
| 75+ kg    | Zweikampf | Jang Mi-ran     | 300 kg | Mu Shuangshuang | 300 kg | Cheryl Haworth | 287 kg |
| 75+ kg    | Reißen    | Mu Shuangshuang | 130 kg | Jang Mi-ran     | 128 kg | Olha Korobka   | 127 kg |
| 75+ kg    | Stoßen    | Jang Mi-ran     | 172 kg | Mu Shuangshuang | 170 kg | Cheryl Haworth | 161 kg |

- Mu verbesserte Jangs Weltrekord im Stoßen von 138 kg auf 139 kg.

## Doping
Der Katari Salah Alyazidi (62 kg) und der Este Andrus Utsar (94 kg) sowie die Argentinierin Valeria Fontan (4. Platz 69 kg) wurden wegen Dopings disqualifiziert.